# Oxyopes lineatus
Az Oxyopes lineatus az Oxyopidae  családjába tartozó pókfaj, az úgynevezett hiúzpókok.
Lesben vadászó pókok, és nem csapdába ejtik zsákmányukat, hanem mérgező agyaraikkal (chelicerae) leigázzák áldozataikat. Emberre és nagyobb állatokra ártalmatlanok, és nem agresszívak.

## Leírás
Az Oxyopes lineatus testének színe a sárgástól a világosbarnáig terjed, fehér jegyekkel. A legtöbb pókhoz hasonlóan ez a faj is ivarosan dimorf, a hímek egyértelműen kisebbek, mint a nőstények. A felnőtt hím testhossza körülbelül 4-5 mm, míg a nőstényeké 6–8 mm. Összesen nyolc szemük van, előttük két nagy szem, alattuk pedig egy kisebb szempár. Egy közepes méretű szempár magasan a fej oldalán van, egy másik nagy szempár pedig felül és hátra néz. Ez a szemkombináció csaknem 360 fokos kilátást biztosít ezeknek a pókoknak. Mint az Oxyopidae esetében általában, a lábukon hosszú tüskék vannak kosárszerű elrendezésben, amely segít a zsákmány befogásában a befogás során.
Az Oxyopes lineatus nagyrészt egy lesből vadászó pók, és rovarokat és más kis állatokat zsákmányol. Nem használnak hálót zsákmányuk befogására. Látásuk nem olyan jó, mint az ugrópóké, de akár 10 távolságból is meg tudják határozni zsákmányukat. cm. Hosszú lábuk nagyon jó a rendkívül gyors futáshoz, és macskaként ugrálnak a zsákmányukra, bár ahol bőséges a zsákmány, például amikor a rovarok aktívan látogatják a virágokat, ezek a pókok általában letelepednek és várnak. Az agyaraikon keresztül befecskendezett mérgük segítségével megbénítják zsákmányukat és megeszik. Nappal aktívak, különösen napsütésben, futnak és ugrálnak a leveleken és a füvön. 

## Alfaj
Két alfaj ismert: 
- Oxyopes lineatus lineatus Latreille, 1806
- Oxyopes lineatus occidentalis Kulczynski, 1907 (Olasz szárazföld) [2]

## Elterjedés és élőhely
Az Oxyopes lineatus elsősorban európai pók, és Európából (Portugália, Spanyolország, Franciaország, Olaszország, Szlovénia, Belgium, Csehszlovákia, Svájc, Románia, Ukrajna és Dél-Oroszország), Törökországból, a Közel-Keletről, a Kaukázusból és Közép-Ázsiából jelentették. .   
Leggyakrabban kis növényeken találhatók a talaj közelében, különösen a bokrokban és a füvekben. 

## Lásd még
- Oxyopidae fajok listája